# Limnophila (Limnophila) bogongensis
Limnophila (Limnophila) bogongensis is een tweevleugelige uit de familie steltmuggen (Limoniidae). De soort komt voor in het Australaziatisch gebied.